# Antonio Orozco
Antonio José Orozco Ferrón (L'Hospitalet de Llobregat, 23 novembre 1972) è un cantante e compositore spagnolo.

## Biografia
Antonio Orozco è nato a L'Hospitalet de Llobregat, in Catalogna. Figlio di genitori sivigliani della classe operaia, è il maggiore di tre fratelli.
La sua vocazione a comporre, cantare e suonare la chitarra risale a quando, durante una permanenza a Siviglia all'età di quindici anni vede cantare e suonare dei ragazzi nella calle Betis, nel quartiere Triana, vicino al fiume Guadalquivir. Mette assieme del denaro e compra la sua prima chitarra, che ancora conserva.
Riesce a registrare il suo primo disco, dopo aver suonato in molti bar della sua città, "pagando per farlo", come lui stesso dice.
Nel marzo del 2000 pubblica, con Horus e con produttori come Xavi Pérez e Tato Latorre, l'album Un reloj i una vela, del quale ha venduto più di 100.000 copie. Nell'ottobre del 2001 esce il suo secondo disco, Semilla del Silencio (con la stessa casa discografica e gli stessi produttori dell'album precedente), di cui ha fatto una riedizione in DVD registrata durante uno spettacolo nella Sala Luz de Gas di Cali che ha venduto più di 300.000 copie.
Nel 2003 registra con il gruppo Medina Azahara El Vaivén del aire, che appare in Aixa, album dei cordovesi pubblicato ad ottobre di quello stesso anno.
Nel maggio del 2004 esce il suo disco El principio del comienzo, con la casa discografica Universal.
I suoi duetti più conosciuti sono quelli con Lucie Silvas (What You're Made Of), con Malú (Devuélveme la vida) e con Nek (Ya lo sabes).
Nel 2005 viene pubblicato il disco Antonio Orozco, edición tour 2005, che raccoglie le sue dodici migliori canzoni, con le quali si fa conoscere in America Latina e in altre parti del mondo. Nella versione uscita in Colombia sono presenti tre nuove tracce, Una y otra vez, Soñando volver e Tapas, colonna sonora del film omonimo. È stato inoltre cantante spalla di Ricky Martin nel suo tour americano, esibendosi nei concerti in Messico, Porto Rico e  Spagna. 

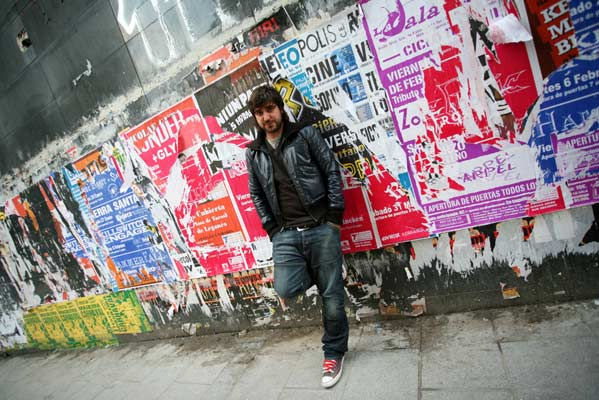
Orozco nel 1997.

Nel 2007 pubblica il suo quarto disco, Cadizfornia, dove suona con Marc Anthony, Jennifer Lopez e Natalie Imbruglia.
Orozco riceve vari premi tra cui spiccano un Premio Ondas per la migliore diretta e un premio Tu música (riconoscimento portoricano) alla sua canzone Devuélveme la vida.
Il 29 settembre 2009 pubblica un nuovo disco, Renovatio.
Nel 2011 esce Diez, disco con cui celebra 10 anni di carriera. Si tratta di una produzione internazionale alla quale collaborano musicisti come Doug Emery al pianoforte, Dan Warner alla chitarra, Jean Rodríguez per la voce, Aaron Sterling alla batteria e Sean Hurley al basso.
Nel giugno 2013 fa parte dei quattro "preparadores" (in sostituzione di David Bustamante) alla seconda edizione del talent show La Voz (Telecinco).
Il 21 ottobre 2013 Antonio presenta un nuovo singolo, Llegará. Il singolo prelude all'uscita del settimo disco, Dos orillas, il 3 dicembre 2013. Con questo nuovo lavoro, il cantante riesce ad essere Disco d'oro in appena 24 ore e Disco di platino in due settimane. 
Il disco è stato prodotto e composto sia in Spagna che in America (ciò spiega il titolo, tra le "due rive" - "dos orillas" - dell'Atlantico), e fonde la musica elettronica con gli stilemi del pop.
Nel 2014 avvia un tour che ha segnato uno spartiacque nella sua carriera, cominciandolo con il disco Dos orillas, il 1º marzo 2014, a Barranquilla.
Nel 2015 partecipa come "preparador" nel programma La Voz e porta alla vittoria Antonio José.
Nel novembre 2015 esce il suo ultimo album, Destino, che gli vale il Disco d'oro in meno di 48 ore. Per presentarlo, intraprende un lungo tour, noto come Tour Destino.
Il 26 maggio 2016 conferma di abbandonare le vesti di "preparador" alla Voz, e non partecipa quindi alla quarta edizione del talent, che va in onda a settembre dello stesso anno, benché prenda parte come "preparador" alla terza edizione di La Voz Kids.
Antonio Orozco ha venduto più di mezzo milione di dischi e ha al suo attivo più di mille concerti.

## Premi e nomination
L'11 novembre 2020 la rivista HOY Magazine lo inserisce, per il suo album Aviónica, tra le nomination al premio come Migliore cantante dell'anno, che Orozco vince il 19 dicembre successivo.

## Discografia

### Album in studio
- 2000: Un reloj y una vela
- 2001: Semilla del silencio
- 2004: El principio del comienzo
- 2006: Cadizfornia
- 2009: Renovatio
- 2013: Dos orillas
- 2015: Destino
- 2020: Aviónica

### Raccolte
- 2005: Antonio Orozco, edición tour 05
- 2011: Diez
- 2021: Pedacitos de mí

### Riedizioni
- 2011: Renovatio 2011
- 2012: Diez (Siempre imperfectos)
- 2014: Dos orillas (Deluxe)
- 2017: Destino (Última llamada)

## Singoli
- 2000: Locura de amor
- 2000: Un reloj y una vela
- 2001: Rarezas
- 2001: Te esperaré
- 2001: Devuélveme la vida (con Malú)
- 2001: Tú me das
- 2003: El viaje
- 2004: Quiero ser
- 2004: Estoy hecho de pedacitos de ti
- 2004: Es mi soledad
- 2005: Lo que tú quieras soy
- 2005: Una y otra vez
- 2006: Tres corazones
- 2006: Dime por qué
- 2007: Hoy todo va al revés (con Tote King)
- 2007: La cuestión
- 2008: Soldado 229 (con Iván Ferreiro)
- 2009: Qué me queda
- 2010: Llévatelo
- 2011: Ya lo sabes (con Luis Fonsi) [México]
- 2011: No hay más
- 2012: Pedacitos de ti (con Alejandro Fernández)
- 2013: Llegará
- 2014: Temblando
- 2015: Hoy será
- 2015: Mírate
- 2016: Mi Héroe (con Luis Fonsi)
- 2016: Pídeme
- 2018: Dicen (con Karol G)
- 2020: Hoy
- 2020: Entre Sobras Y Sobras Me Faltas (con Sebastián Yatra)

## Televisione

### Coach della Voz, La Voz Kids e La Voz Senior
| Edizione        | Anno | Catena    | Finalista        | Posizione |
| --------------- | ---- | --------- | ---------------- | --------- |
| La Voz 2        | 2013 | Telecinco | Jaume Ma         | Terzo     |
| La Voz 3        | 2015 | Telecinco | Antonio José     | Vincente  |
| La Voz Kids 3   | 2017 | Telecinco | Rocío Aguilar    | Vincente  |
| La Voz Kids 4   | 2018 | Telecinco | Flori Cutitaru   | Secondo   |
| La Voz 6        | 2019 | Antenna 3 | Javi Moya        | Terzo     |
| La Voz Senior 1 | 2019 | Antenna 3 | Juan Mena        | Secondo   |
| La Voz 7        | 2020 | Antenna 3 | Johanna Polvillo | Secondo   |
| La Voz Senior 2 | 2020 | Antenna 3 | Nicolás Fioole   | Secondo   |
| La Voz Senior 3 | 2022 | Antenna 3 | José Hervin      | Secondo   |